# Sydkoreansk won
Sydkoreansk won (₩; koreanska: 원) är den valuta som används i Sydkorea i Asien. Valutakoden är KRW. En won är detsamma som 100 jeon (koreanska: 전). Valutan infördes 1962 och ersatte den tidigare koreanska yenen. Tidigare år har valutan drabbats av hög inflation, men kursen har mellan 2010 och 2018 stabilt legat på cirka 1300 won per euro.

## Användning
Valutan ges ut av Bank of Korea (BoK) som grundades 12 juni 1950 och har huvudkontor i Seoul.

## Valörer
- Mynt: 10, 50, 100 och 500 won
- Underenhet: Används ej, tidigare jeon
- Sedlar: 1000, 5000, 10 000 och 50 000 won